# Harpyionycteris celebensis
Harpyionycteris celebensis — вид рукокрилих, родини Криланових.

## Поширення та екологія
Цей вид зустрічається на Сулавесі, Індонезія. Діапазон поширення за висотою: від рівня моря до 2120 м над рівнем моря і, ймовірно, вище. Здається, вимагає хорошого лісу, але також був записаний з какао-плантаціях.

## Загрози та охорона
Полювання на продаж на ринку, а також втрати лісів за рахунок розширення сільського господарства і лісозаготівель є серйозною загрозою для цього виду. Цей вид, як відомо, проживає в англ. Domoga-bone National Park.